# وندرف، انتاریو

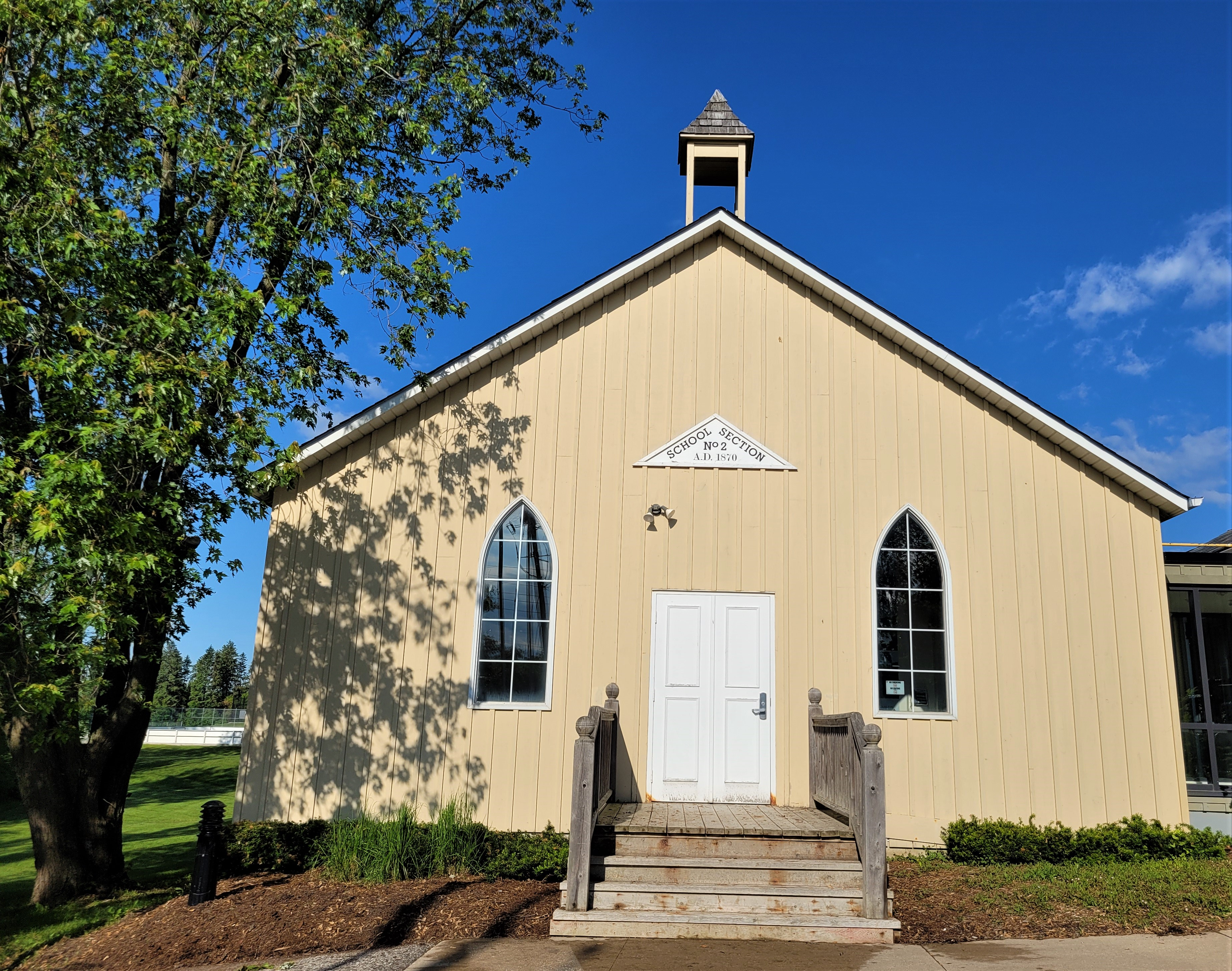
مدرسه دولتی وندرف تاسیس ۱۲۴۹ ه ش

وندرف، انتاریو (به انگلیسی: Vandorf, Ontario) یک منطقهٔ مسکونی در کانادا است که در Regional Municipality of York واقع شده‌است.

## خصوصیات
وندرف ۳۰۰ متر بالاتر از سطح دریا واقع شده‌است.